# Ophiotholia spathifer
Ophiotholia spathifer is een slangster uit de familie Ophiacanthidae.
De wetenschappelijke naam van de soort werd in 1879 gepubliceerd door Theodore Lyman.